# Lycopersène
 (août 2024).
Le lycopersène est un caroténoïde présent dans Corynebacterium, Lemna minor et Zea mays. Il a la formule chimique C40H66. Il a des effets antioxydants, antimutagènes, cytostatiques, cytotoxiques, antibactériens et pesticides.